# 中村瑛彦
中村 瑛彦（なかむら あきひこ、1992年2月14日 - ）は、日本のソングライター、編曲家。大阪府出身。SUPA LOVE所属。

## 経歴
2008年にシンガーソングライターとして初ライブを行う。
同年、TOKYO FMのラジオ番組『SCHOOL OF LOCK!』とSony Musicとの主催フェス・閃光ライオットへ出場。
2012年、シンガーソングライターとしての活動を休止し、作詞・作曲家としての活動を始める。

## 楽曲提供

### あ行
麻倉もも
- 「ずっと君のことが好きなんです。」（作詞・作曲）

足立佳奈
- 「タラレバ」（作詞・作曲）

Uncle Bomb
- 「all the time ANNIVERSARY」（作曲）

=LOVE
- 「笑顔のレシピ」（作曲）
- 「恋人以上、好き未満」（作曲）

井上苑子（共作）
- 「大切な君へ」（作詞・作曲）
- 「だいすき。」（作詞・作曲）
- 「雪」（作詞・作曲）
- 「おんなのこ」（作詞・作曲）
- 「ナツコイ」（作詞・作曲）
- 「君との距離」（作詞）
- 「君がいればOK！～サマサマキュンキュン大作戦～」（作詞・作曲）
- 「メッセージ」（作詞・作曲）
- 「おはよう」（作詞・作曲）
- 「スタート！」（作詞・作曲）
- 「雨のラブソング」（作詞）
- 「SHAKE」（作詞・作曲）
- 「恋歌」（作詞・作曲）
- 「約束」（作詞・作曲）
- 「コトノハノオモイ」（作詞・作曲）
- 「わっしょしょいしょい」（作詞・作曲）
- 「ラブリー」（作詞・作曲）

AKB48（U-19選抜）
- 「アクシデント中」（作曲）

えのぐ
- 「Dreamin' World」（編曲）
- 「イレイザー☆ビーム」（作曲・編曲）

大橋彩香
- 「Super dreaming days」（作曲）
- 「流星タンバリン」（作曲）

小片リサ
- 「虹を超える」（共作詞・作曲・編曲）

岡本信彦
- 「2人いるパズル」（作曲）

OCHA NORMA
- 「シェケナーレ」（編曲）
- 「なんだかんだエヴリデー!」（編曲）

### か行
Girls²
- 「Seventeen's Summer」（作詞・作曲）

Kiria（南條愛乃）
- 「ディア☆マジョ！Sweet♡ Kiria Ver.」（作詞・作曲）

King & Prince
- 「Amazing Romance」（作詞・作曲）

こぶしファクトリー
- 「Come with me」（作詞・作曲・編曲）

### さ行
Saku
- 「君色ラブソング」（作詞・作曲）
- 「春色ラブソング」（作詞・作曲）

Sakurashimeji（旧 さくらしめじ）
- さくらしめじ「あやまリズム」（作詞・作曲）
- さくらしめじ「かぜいろのめろでぃー」（作詞・作曲）
- さくらしめじ「きみでした」（作詞・作曲）
- さくらしめじ「スプーンの初恋 ～あゝ、好きだよベイベー～」（作詞・作曲）
- さくらしめじ「はじまるきせつ」（作詞・作曲）
- さくらしめじ「みちくさこうしんきょく」（作詞・作曲）

Juice=Juice
- 「Feel!感じるよ」（作曲・編曲）
- 「泣いていいよ」（作曲・編曲）
- 「この世界は捨てたもんじゃない」（作曲・編曲）

スフィア
- 「CHANCE!」（作曲）

SoLaMi SMILE
- 「HAPPYぱLUCKY」（作曲）

### た行
Team BII（NMB48）
- 「妄想マシーン3号機」（作曲）

超ときめき♡宣伝部（旧 ときめき♡宣伝部）
- ときめき♡宣伝部「せきがえのうた」（作詞・作曲）
- ときめき♡宣伝部「すきっ!」（作詞・作曲）
- 「すきっ!〜超ver〜」（作詞・作曲・編曲）

でんぱ組.inc
- 「きっと、きっとね。」（作曲）
- 「好感Daybook♡」（作曲）

### な行
なにわ男子
- 「なにわの男子やねん！」（作詞・作曲・編曲）

虹のコンキスタドール
- 「愛だけ叫んで」（作曲）
- 「電光石火、夏花火。」（作曲）

NHOT BOT
- 「NHOT BOT」（作曲）

### は行
Pyxis
- 「恋でした」（作曲）
- 「ダイスキ×じゃない」（作曲）

petit milady
- 「#彼氏いません」（作曲）
- 「つうこんのイチナノメートルorz」（作曲）
- 「箱庭のヒーロー」（作曲）
- 「はろうぃんあるばいたー」（作曲）
- 「向日葵の坂道」（作曲）
- 「Believers」（作詞・作曲）

ハロプロ研修生
- 「色とりどり伸びよ!!」（作詞・作曲・編曲）

B&ZAI
「なつ♡あい」（作詞・作曲）
PrettyAsh
- 「Believers」（作詞・作曲）

Hey!Say!JUMP
- 「我 I Need You」（作詞・作曲）

### ま行
ミームトーキョー
- 「ニュー・ポスト」（作曲・編曲）
- 「アンチサジェスト」（作曲・編曲）
- 「スーサイド ボーダレス」（作曲・編曲）
- 「モラトリアムアクアリウム」（作曲・編曲）

モブ山モブ代（関谷真由）
- 「ディア☆マジョ！Sweet♡」（作詞・作曲）

### や行
山崎育三郎
- 「Wonderland」（作詞、pw.aと共作）

幸巴
- 「○す～No Problem ♡ Love～」（作詞・作曲）

### ら行
ЯeaL
- 「セナカアワセ」（作曲、Ryokoと共作 / 編曲、ЯeaLと共同）
- 「Jumping More」（編曲、ЯeaLと共同）
- 「花火散るこの川で、」（編曲、ЯeaLと共同）
- 「Shooting Star」（編曲、ЯeaLと共同）
- 「HOME」（編曲、ЯeaLと共同）
- 「H.O.L」（作曲）
- 「レモンスカッシュ」（作曲、Ryokoと共作 / 編曲）
- 「ひらり舞う」（編曲）
- 「H.O.L」（作曲 / 編曲）

LinQ
- 「BATON」（作詞・作曲）

LumiUnion（旧 浪江女子発組合）
- 浪江女子発組合「会いに行っていいですか」（作詞・作曲・編曲）